# 昭憲皇太后基金

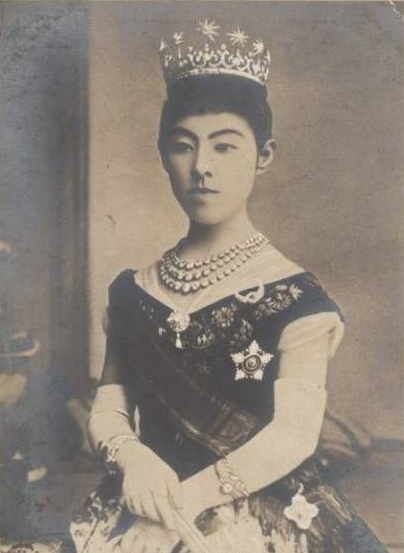
昭憲皇太后

昭憲皇太后基金（しょうけんこうたいごうききん）（英: Empress Shoken Fund）は国際赤十字の基金。

## 解説
1912年（明治45年）、アメリカ合衆国のワシントンD.C.にて開催された第9回赤十字国際会議において、昭憲皇太后が国際赤十字に下賜した10万円（現在の3億5000万円に相当）を元に創設された。
第1回から第100回までの配分総額は約11億240万円であり、2015年（平成27年）3月31日時点の基金総額は約18億5730万円（1500万スイスフラン）。
1944年（昭和19年）を除き、1921年（大正10年）から現在に至るまで毎年、昭憲皇太后の命日である4月11日に基金の利子が世界各国の赤十字社と赤新月社に配分され、これまで世界161ヵ国の国や地域の災害や感染症に苦しむ人々の救済や福祉の増進、防災や病気の予防などの活動に充てられてきた。
その後も貞明皇后や香淳皇后、また上皇后美智子からの下賜金、または日本赤十字社の資金協力などもあり、様々な形で基金が増額されている。
100周年を迎えるに当たり、明仁天皇と美智子皇后からの下賜金、明治神宮と明治神宮崇敬会からは1000万円の寄付があった。